# Damaged Justice Tour
Damaged Justice è il quarto tour del gruppo musicale statunitense Metallica, iniziato nel 1988 e terminato nel 1989. Il nome deriva dal nome del quarto album in studio ...And Justice for All.

## Scaletta
1. Blackened
2. For Whom the Bell Tolls
3. Welcome Home (Sanitarium)
4. Harvester of Sorrow
5. The Four Horsemen
6. The Thing That Should Not Be
7. Assolo di basso
8. Master of Puppets
9. Fade to Black
10. Seek & Destroy
11. ...And Justice for All
12. One
13. Creeping Death
14. Assolo di chitarra
15. Battery
16. Last Caress
17. Am I Evil?
18. Whiplash
19. Breadfan

### Altri brani suonati
La scaletta è rimasta costantemente la stessa nel corso del tour. Blackened aprì quasi tutti i concerti, ad eccezione di alcune date tenute nell'estate 1989, dove il brano di apertura fu Creeping Death.
- The Wait fu inclusa all'inizio del secondo bis con lo Spring '89 Pacific Rim tour (nei bis furono incluse altre cover, come Killing Time, Smoke on the Water e Little Wing).
- Eye of the Beholder fu spesso suonata come quinta o sesta canzone, immediatamente dopo Harvester of Sorrow; spesso veniva alternata con The Four Horsemen.
- Anche Leper Messiah ha fatto infrequenti apparizioni in questa posizione.
- Damage, Inc. inizialmente seguiva l'assolo di basso (può essere sentito in svariati bootleg del tour europeo dell'autunno '88), ma venne gradualmente tolta dalla scaletta entro la fine dell'anno e usata come bis.

## Curiosità
- Durante alcune tappe del tour, nell'esecuzione di Am I Evil? si è potuto assistere a interscambi strumentali nella band. Lo scambio più completo e famoso avvenne nel 1989, quando la band cambiò del tutto formazione: Jason Newsted alla chitarra solista, Kirk Hammett al basso, James Hetfield alla batteria e Lars Ulrich come cantante.